# Hugh Bradner
Hugh Bradner (5 novembre 1915 - 5 mai 2008) était un physicien américain de l'Université de Californie à qui on attribue le mérite d'avoir inventé la combinaison de plongée en néoprène, qui a révolutionné la plongée sous-marine. 
Diplômé de l'Université Miami en Ohio, il a obtenu son doctorat en 1941 au California Institute of Technology de Pasadena, en Californie. Il a travaillé au US Naval Ordnance Laboratory pendant la Seconde Guerre mondiale, où il a effectué des recherches sur les mines navales. En 1943, Robert Oppenheimer le recruta pour rejoindre le projet Manhattan au laboratoire de Los Alamos. Là-bas, il a travaillé avec des scientifiques tels que Luis Alvarez, John von Neumann et George Kistiakowsky sur le développement des explosifs brisants et des détonateurs à fil explosant requis par les bombes atomiques. 
Après la guerre, Bradner a étudié la physique des hautes énergies à l'Université de Californie à Berkeley sous la direction de Luis Alvarez. Bradner a enquêté sur les problèmes rencontrés par les hommes-grenouilles demeurant dans l'eau froide pendant de longues périodes. Il a mis au point une combinaison en néoprène capable de retenir l'eau entre le corps et le néoprène et de les maintenir au chaud. Grâce à ça, il est devenu connu comme le « père de la combinaison de plongée » . 
Bradner a travaillé sur la série d'essais nucléaires Operation Greenhouse de 1951 sur l'atoll d'Enewetak, aux Îles Marshall. Il s’est joint à l’Institut de géophysique et de physique planétaire Scripps en tant que géophysicien en 1961. Il y resta jusqu'à la fin de sa carrière, devenant professeur titulaire en 1963 et prenant sa retraite en 1980. À sa retraite, il a continué à travailler à la fois sur la recherche océanographique et sur le projet d’astronomie de neutrinos dans les grands fonds DUMAND (en). 

## Jeunesse
Hugh Bradner est né le 5 novembre 1915 à Tonopah au Nevada mais a grandi à Findlay, en Ohio. Son père, Donald Byal Bradner, a été brièvement directeur du Chemical Warfare Service de l’Arsenal Edgewood, au Maryland. Sa mère était Agnes Claire Bradner, née Mead. Il avait un frère aîné, Mead Bradner. Bradner est diplômé de l'Université Miami de l'Ohio en 1936 et a obtenu en 1941 son doctorat au California Institute of Technology à Pasadena, en Californie, où il a écrit sa thèse sur « Les études électronoptiques de l'effet photoélectrique » (en anglais, « Electron-optical studies of the photoelectric effect ») sous la direction de William Vermillion Houston (en).  

## Projet Manhattan

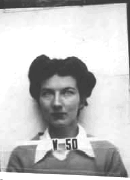
Photo du badge d'identification de Marjorie Bradner à Los Alamos.

Après avoir reçu son doctorat de Caltech, Bradner a travaillé au US Naval Ordnance Laboratory où il a effectué des recherches sur les mines navales jusqu'en 1943. Cette année-là, il a été recruté par Robert Oppenheimer pour rejoindre le projet Manhattan au laboratoire de Los Alamos au Nouveau-Mexique, ce qui a contribué à la mise au point de la première bombe atomique. Bradner a contribué au développement d'un large éventail de technologies nécessaires à la bombe, notamment dans la recherche sur les explosifs explosifs et les détonateurs à fil explosant nécessaires pour imploser la bombe atomique, dans la mise au point du mécanisme de déclenchement de la bombe, et dans la conception de la nouvelle ville autour du laboratoire. Il a travaillé en étroite collaboration avec certains des scientifiques les plus en vue, notamment Luis Alvarez, John von Neumann et George Kistiakowsky. Il a assisté le 16 juillet 1945 à Alamogordo au test de Trinity, le premier essai d’arme nucléaire de l'Histoire,. 
Bradner a rencontré au laboratoire de Los Alamos sa future épouse, Marjorie Hall Bradner, qui travaillait également comme secrétaire du projet Manhattan. Le couple s'est marié à Los Alamos en 1943. La sécurité au centre top secret était si étroite que ni les parents de Bradner ni ceux de Hall n’ont été autorisés à assister à la cérémonie, même si Oppenheimer figurait parmi les invités du mariage. Le couple est resté ensemble pendant plus de 65 ans jusqu'à la mort de Marjorie Bredner le 10 avril 2008 à l'âge de 89 ans. 

## Combinaison de plongée
Après la guerre, Bradner étudia la physique des hautes énergies à l’Université de Californie à Berkeley sous la direction de Luis Alvarez, avec lequel il avait collaboré au projet Manhattan. Il est resté à l'université jusqu'en 1961. Il a ensuite participé aux essais de bombardement atomique de 1951 sur l'atoll d'Enewetak, dans les îles Marshall, qui faisaient partie de la série d'essais nucléaires de l'Opération Greenhouse.

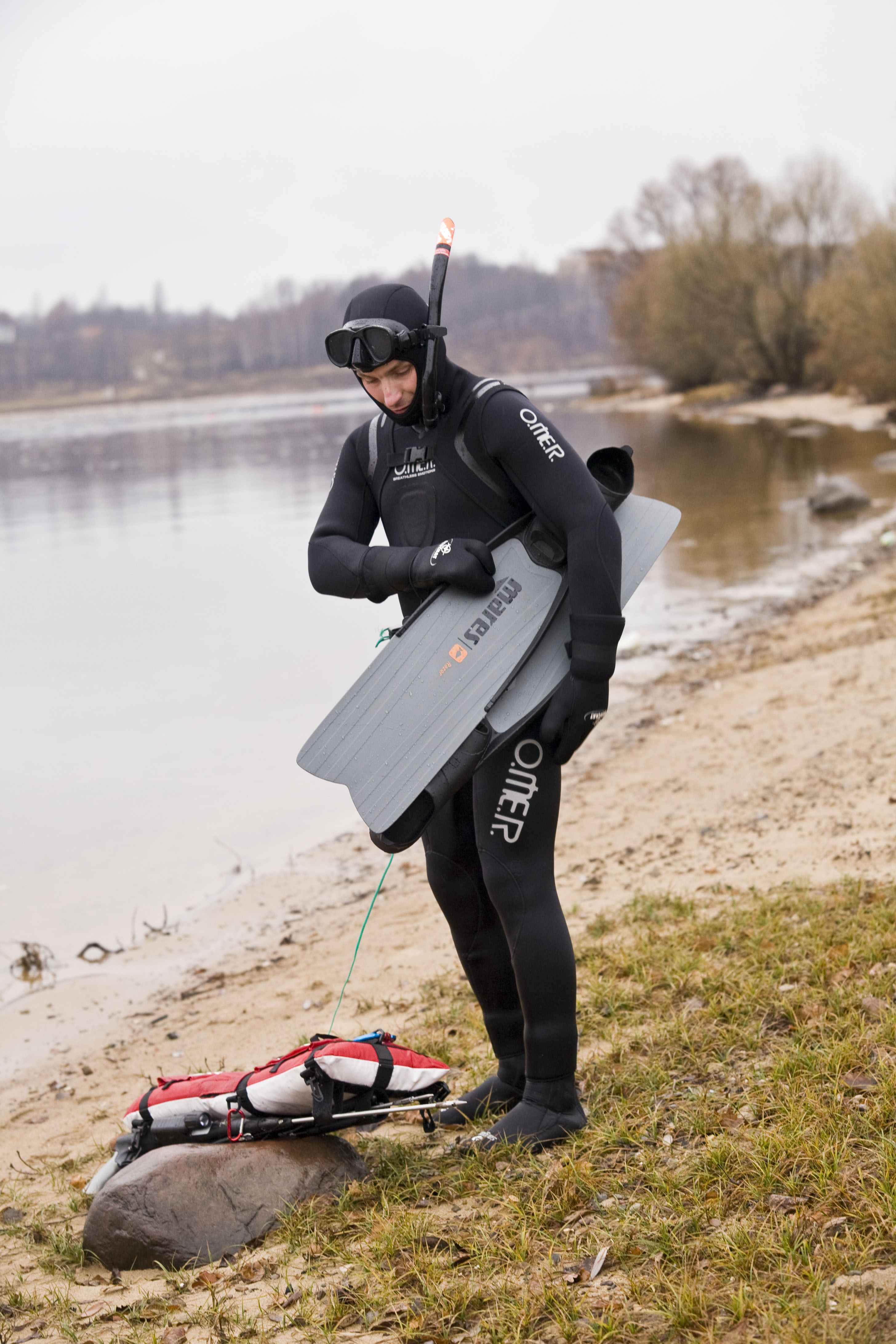
Un homme vêtu d'une combinaison de plongée moderne.

Le travail de Bradner à Berkeley l'obligeait à effectuer un certain nombre de plongées sous-marines. Au cours de la Seconde Guerre mondiale, il avait déjà parlé à des hommes grenouilles de la marine américaine des problèmes liés au fait de reste dans l’eau froide pendant de longues périodes, ce qui faisait perdre rapidement au plongeur de grandes quantités de chaleur. Il travailla au développement d'une nouvelle combinaison qui contrecarrerait cela dans le sous-sol de la maison familiale sur la Scenic Avenue à Berkeley et effectua des recherches sur la nouvelle combinaison de plongée lors d'une conférence à Coronado en décembre 1951. Selon le San Francisco Chronicle, la combinaison a été inventée en 1952. Bradner et d’autres ingénieurs ont fondé la Engineering Development Company en français : « Société de développement d’ingénierie » (EDCO) afin de la développer. Avec ses collègues, il a testé plusieurs versions et prototypes de la combinaison de plongée à l'Institut d'océanographie Scripps de La Jolla. Le scientifique et ingénieur de Scripps, Willard Bascom (en), a conseillé à Bradner d’utiliser du néoprène comme matériau de combinaison, ce qui s’est trouvé être efficace. Il a découvert que cela « piégerait l'eau entre le corps et le néoprène, et que l'eau se réchaufferait jusqu'à la température du corps et vous garderait au chaud ». 
Une lettre de 1951 montre que Bradner comprenait clairement que l’isolation d’une telle combinaison n’était pas fournie par l’eau située entre la combinaison et la peau, mais plutôt que cette couche d’eau près de la peau, si elle était piégée, se réchaufferait rapidement jusqu’à sa température si le matériau de la combinaison était isolant. Ainsi, la combinaison devait uniquement limiter la purge d'eau douce et froide, et elle n’avait pas besoin d’être sèche pour fonctionner. Bredner a demandé un brevet américain pour cette combinaison de plongée, mais sa demande a été rejetée en raison de sa conception similaire à celle de la combinaison de vol (en). La marine américaine n'a pas non plus adopté la nouvelle combinaison car elle craignait que le néoprène la composant ne rende plus facile la détection des nageurs par sonar sous-marin et qu'elle ne puisse donc pas profiter exclusivement de son invention. 
Bradner et son entreprise, EDCO, ont essayé de vendre ses combinaisons de plongée sur le marché pour le grand public. Cependant, il n'a pas réussi à pénétrer le marché des combinaisons de plongée comme d'autres, notamment Bob Meistrell (en) et Bill Meistrell, les fondateurs de Body Glove , ainsi que Jack O'Neill. Diverses affirmations ont été faites au fil des années selon lesquelles ce sont O'Neill ou les frères Meistrell qui ont inventé la combinaison au lieu de Bradner, mais des chercheurs récents ont conclu que c’était ben Bradner qui avait créé la combinaison originale et non ses concurrents. En 2005, le Los Angeles Times concluait que Bradner était le « père de la combinaison de plongée » (en anglais, « father of the wetsuit »), et un document de recherche publié par Carolyn Rainey l'Institut d'Océanographie Scripps en 1998 fournissait des preuves probantes. 

## Suite de sa carrière et fin de vie
Bradner a rejoint l'Institut de géophysique et de physique planétaire Scripps en tant que géophysicien en 1961. Il est devenu professeur titulaire en 1963 et a pris sa retraite en 1980 . Il resta intéressé pendant ses dernières années par l'océanographie, la plongée sous-marine, la collecte de coquillages et le plein air et a continué à travailler à la fois sur la recherche océanographique et sur le projet d'astronomie à neutrinos dans les eaux profondes DUMAND (en), qui combinait ses deux carrières de physique et d'océanographie,. 
Hugh Bradner est mort le 5 mai 2008 à son domicile de San Diego, en Californie, des suites d'une pneumonie. Il laisse derrière lui sa fille Bari Cornet, ses trois petits-enfants et une arrière-petite-fille. 